# Bianca Castafiore
Bianca Castafiore je fiktivní postava z komiksové série Tintinova dobrodružství. Je to postava italské operní pěvkyně, která se poprvé objevila v příběhu Žezlo krále Ottokara, poté 7 křišťálových koulí, Případ Hluchavka, Šperky madam Castafiore, Koks na palubě, Tintin a los Pícaros. Její árie jsou i v příběhu Tintin v zemi černého zlata a Tintin v Tibetu. Její nejslavnější zpěv je árie Jewel z Fausta (jakou krásu zřím, do zrcadla když se popatřím...). Je oblíbenkyní Bordurijského plukovníka Sponzse.
Je to rázná milánská slavice, jejíž hlas dokáže zničit i neprůstřelné sklo. Její zpěv nemá v oblibě především kapitán Haddock a Filuta, Tintinovi se však většinou velmi líbí (v některých dílech si při poslechu zacpává uši, v jiných s radostí poslouchá).
Madam Castafiore v příběhu Šperky madam Castafiore sdělí (při příležitosti oznámení tiskem jejího falešného zasnoubení s kapitánem Haddockem), že ji tisk prohlásil za zasnoubenou s maharádžou z Gopálu (od něhož má onen smaragd - ústřední téma dílu), se šéfem protokolu u syldavského dvora baronem Halmaszoutem, s plukovníkem Sponszem, s markýzem di Gorgonzolou a dalšími.
Zajímavý je též vztah madam Castafiore k médiím, který se blíže ukáže právě v díle Šperky madam Castafiore, kde chce madam Castafiore podle jejích slov "prchnout před novináři" na zámek Moulinsart. Ona sama však přijme dvě mediální společnosti, první nazvanou Paris-Flash s argumentem, že "Paris-Flash je Paris-Flash,". Naopak má madam Castafiore silně negativní vztah k časopisu s názvem "Tempo di Roma", což odůvodňuje takto: "Řekla jsem to těm nevychovancům z Tempa jasně: „Vy jste se opovážili napsat, že vážím skoro metrák? Tak od nynějška žádné fotky, žádné rozhovory! Nechci už vaše reportéry ani vidět.“"
Madam Castafiore je také typická svou věrnou služebnicí Irmou a klavíristou Igorem Wagnerem, kteří cestují všude s ní. O Irmě neví čtenář příliš. Snad jen to, že vyšívá, vlastní stříbrný náprstek a pozlacené nůžky, je své paní hluboce oddána a je poněkud slabé nátury (při každém větším nervovém vypětí omdlévá). Madam Castafiore ji opakovaně oslovuje "děvenko" a chová se k ní despoticky, ale když ji v díle Šperky madam Castafiore pánové Kadlec a Tkadlec osočí, že krade, je madam Castafiore silně rozhořčena a hájí svou služebnici jako poctivou bezbrannou ženu. Klavírista Igor Wagner je evidentně odkaz na slavného skladatele Richarda Wagnera. Igor Wagner je zvídavý klavírní doprovod madam Castafiore, který se s ní objeví už v díle Žezlo krále Ottokara. Je závislý na hazardním sázení na koně.
Po madam Castafiore je pojmenována jedna fiktivní bílá odrůda růží, kterou vyšlechtil profesor Hluchavka jmenující se "Bianca".